# Live Rust
Live Rust je koncertní album kanadského hudebníka Neila Younga, vydané v listopadu 1979 u vydavatelství Reprise Records. Nahráno bylo v různých městech ve Spojených státech amerických na podzim 1978. Ve většině písní je Young doprovázen skupinou Crazy Horse, několik jich však nahrál sám s akustickou kytarou a harmonikou, případně klavírem.

## Seznam skladeb
| Pořadí | Název                                | Autor                 | Délka |
| ------ | ------------------------------------ | --------------------- | ----- |
| 1.     | Sugar Mountain (*)                   | Neil Young            | 5:02  |
| 2.     | I Am a Child (*)                     | Young                 | 3:01  |
| 3.     | Comes a Time (*)                     | Young                 | 3:15  |
| 4.     | After the Gold Rush (*)              | Young                 | 3:49  |
| 5.     | My My, Hey Hey (Out of the Blue) (*) | Young, Jeff Blackburn | 4:12  |
| 6.     | When You Dance I Can Really Love     | Young                 | 3:42  |
| 7.     | The Loner                            | Young                 | 4:53  |
| 8.     | The Needle and the Damage Done (*)   | Young                 | 3:06  |
| 9.     | Lotta Love                           | Young                 | 2:51  |
| 10.    | Sedan Delivery                       | Young                 | 4:50  |
| 11.    | Powderfinger                         | Young                 | 5:43  |
| 12.    | Cortez the Killer                    | Young                 | 6:19  |
| 13.    | Cinnamon Girl                        | Young                 | 3:22  |
| 14.    | Like a Hurricane                     | Young                 | 8:03  |
| 15.    | Hey Hey, My My (Into the Black)      | Young, Blackburn      | 4:37  |
| 16.    | Tonight's the Night                  | Young                 | 7:12  |

## Obsazení
- Neil Young – zpěv, elektrická kytara, akustická kytara, harmonika, klavír
- Crazy Horse (mimo písní označených hvězdičkou)
  - Frank Sampedro – kytara, klávesy, zpěv
  - Billy Talbot – baskytara, zpěv
  - Ralph Molina – bicí, zpěv